# Taimyrsee
Der Taimyrsee (russisch Таймырское озеро/ Taimyrskoje osero) ist ein etwa 4560 km² großer See an der Taimyra im Norden von Russland auf der im Nordteil der Region Krasnojarsk gelegenen nordsibirischen Taimyrhalbinsel. Abgesehen vom eurasischen Kaspischen Meer ist er nach dem Baikalsee der zweitgrößte See im asiatischen Teil Russlands.

## Geographie

### Geographische Lage
Der Taimyrsee liegt knapp 900 km jenseits bzw. nördlich des nördlichen Polarkreises im nördlichen Teil der Taimyrsenke am Südrand des bis 1125 m hohen Byrrangagebirges, wobei sein nordwestlicher Seearm das Gebirge in Richtung Norden durchsticht. Als Teil der Tundra ist er umgeben von Bergen, die nördlich des Sees bis 663 m hoch sind. Durchflossen wird er von der rund 640 km langen Taimyra, die als Obere Taimyra von Südwesten in den See einfließt und diesen als Untere Taimyra nordnordwestwärts verlässt, das Byrrangagebirge nordwärts durchfließt und in den Ostteil der Karasee mündet. Am Ufer liegen keine Siedlungen, aber rund 210 km südlich des Südwestarms (Baikuraneru) liegt am Fluss Chatanga das Dorf Chatanga.
Der Taimyrsee grenzt an das am 23. Februar 1979 als Naturschutzgebiet gegründete, fünfteilige Biosphärenreservat Taimyr, das 1995 von der UNESCO als Biosphärenreservat ausgewiesen wurde und etwa 2,72 Mio. km² groß ist.

### Daten
Der etwa 4560 km² große Taimyrsee hat rund 12,8 km³ Inhalt. Der See ist in West-Ost-Richtung etwa 165 km und in Nord-Süd-Richtung rund 135 km lang, obgleich er im Vergleich zu diesen Dimensionen sonst eher schmal gegliedert ist. Bei einer Durchschnittstiefe von etwa 2,8 m ist er maximal rund 26 m tief. Das Seebecken, das in den Eiszeiten von Gletschern erfüllt war, stellt mit seinem Wasserspiegel auf durchschnittlich zirka 6 m Höhe eine Kryptodepression dar, weil sein Grund etwa 20 m unter dem Meeresspiegel liegt. Sein Einzugsgebiet umfasst rund 104.300 km².

### Landschaftsbild
Der Taimyrsee als Teil der Tundra mit ihren Sümpfen hat eine unregelmäßig Gestalt mit zahlreichen Seearmen. Während die nördlichen Ufer entlang des Byrrangagebirges recht steil und teils felsig gegliedert sind, herrschen nach Süden zur Taimyrsenke hin eher sanft abfallende, sandige Kiesböden vor. Im See liegen neben einigen Eilanden etwa 20 größere Inseln, im westlichen Teil viele felsige und im östlichen Teil die sandige Sokolov-Mikitova.

### Zuflüsse, Abfluss und Nachbarseen
Neben der Oberen Taimyra als Hauptzufluss wird der Taimyrsee von vielen Fließgewässern gespeist, dazu gehören Olenja (Norden), Sewernaja und Sapadnaja (beide Nordosten), Bikada-Nguoma (Osten), Jamutarida (Süden), Kalamissamo (Südwesten), Ledjanaja (Westen) sowie Ugolnaja und Chernyye Yary (beide Nordwesten). Teils kommt das Wasser aus umliegenden Bergseen; zum Beispiel wird die Ledjanaja von der Krasnaja gespeist, die den etwa 10 km westlich der Ledjanaja-Bucht (Seewestteil) gelegenen Loewinson-Lessing-See durchfließt. Der einzige Abfluss ist die Untere Taimyra.
Insbesondere im Südwesten, Süden und Südosten ist der Taimyrsee von sehr zahlreichen, kleineren Seen umgeben. Hierzu gehören der etwa 35 km ostsüdöstlich der Jamuneru-Bucht (Seeostteil) liegende Kungasalachsee (⊙) und der rund 75 km südöstlich dieser Bucht gelegene Portnjaginosee (⊙) sowie der nahe dem Taimyra-Einfluss in den Taimyrsee gelegene Baikuraturkusee (⊙), die alle recht groß sind.

## Klima, Eisgang und Hydrologie
Die Durchschnittstemperatur des Taimyrseewassers liegt im Winter bei 0 bis 1 °C und im August bei 7 bis 8 °C, jene der Luft liegt im kältesten Monat bei −13,4 °C und im wärmsten Monat (Juli) bei 12,3 °C. Alljährlich ist der See von Ende September bis zum Juni von einer 2 bis 3 m dicken Eisschicht bedeckt. Die durchschnittliche eisfreie Zeit umfasst nur 73 Tage. Trotz ergiebiger Niederschläge im Winter, verhindern starke Winde und flaches Gelände die Bildung einer signifikanten Schneedecke auf dem Eis des Sees und auf dem Permafrostboden der Tundra. Die im Sommer häufigen Stürme rufen aufgrund der geringen Seetiefe eine starke Wassertrübung hervor. Der Wasserspiegel auf durchschnittlich zirka 6 m Höhe über dem Meeresspiegel erfährt jahreszeitlich bedingt einen Rückgang bis auf nur noch 1,5 m, wobei die Seefläche auf nur noch 1.200 km² schrumpft; daher spielt der Taimyrsee eine regulatorische Rolle für den Wasserhaushalt der Unteren Taimyra, wobei der durch den Eisstand bedingte Rückstau lange Zeit den Seewasserabfluss einschränkt. Zum Sommeranfang beginnt der Wasserstand wieder zu steigen, was bis in den August anhält.

## Flora und Fauna
Der Taimyrsee hat keine artenreiche Flora, weswegen die Nahrungskette aquatischer Tiere auf Phytoplankton basiert. Es wimmelt aber an für arktische Gewässer typischen Fischarten, wie Karpfenartige, Lachsfische (wie Forellen, Lachse, Maränen und Omule) und Lavaret. Trotz der Abgelegenheit der Region wird an einigen Fischarten Raubbau betrieben. Auf den Seeinseln nisten unter anderem Rothalsgänse und andere Gänsevögel.

## Umweltverschmutzung
In den Sedimenten des Taymyrsees wurden leichte Plutoniumwerte festgestellt. Dies ist vielleicht eine Folge der vielen von der Sowjetunion im Kalten Krieg durchgeführten atmosphärischen Atomtests über Nowaja Semlja, wobei Partikel durch Wind in den See verfrachtet wurden.

## Landkarten

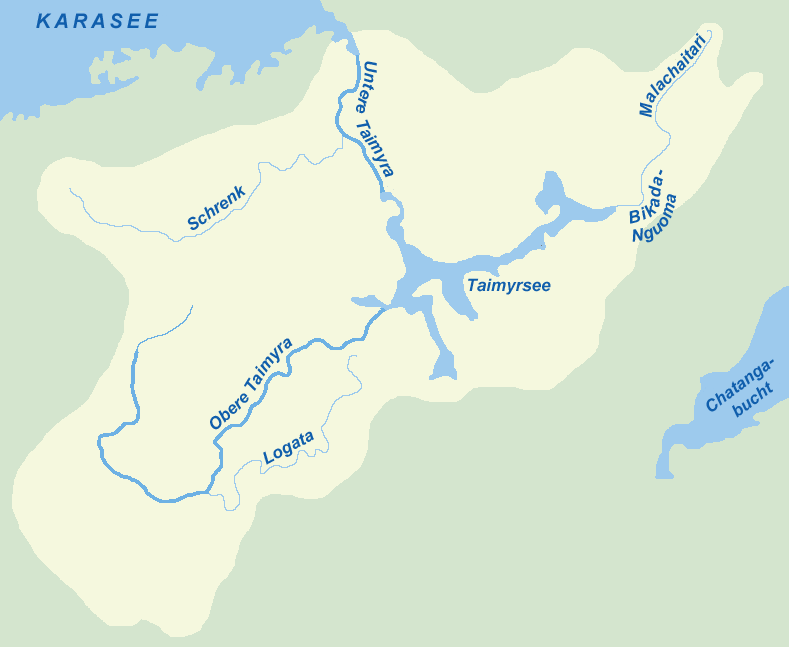
Einzugsgebiet des Taimyrsees
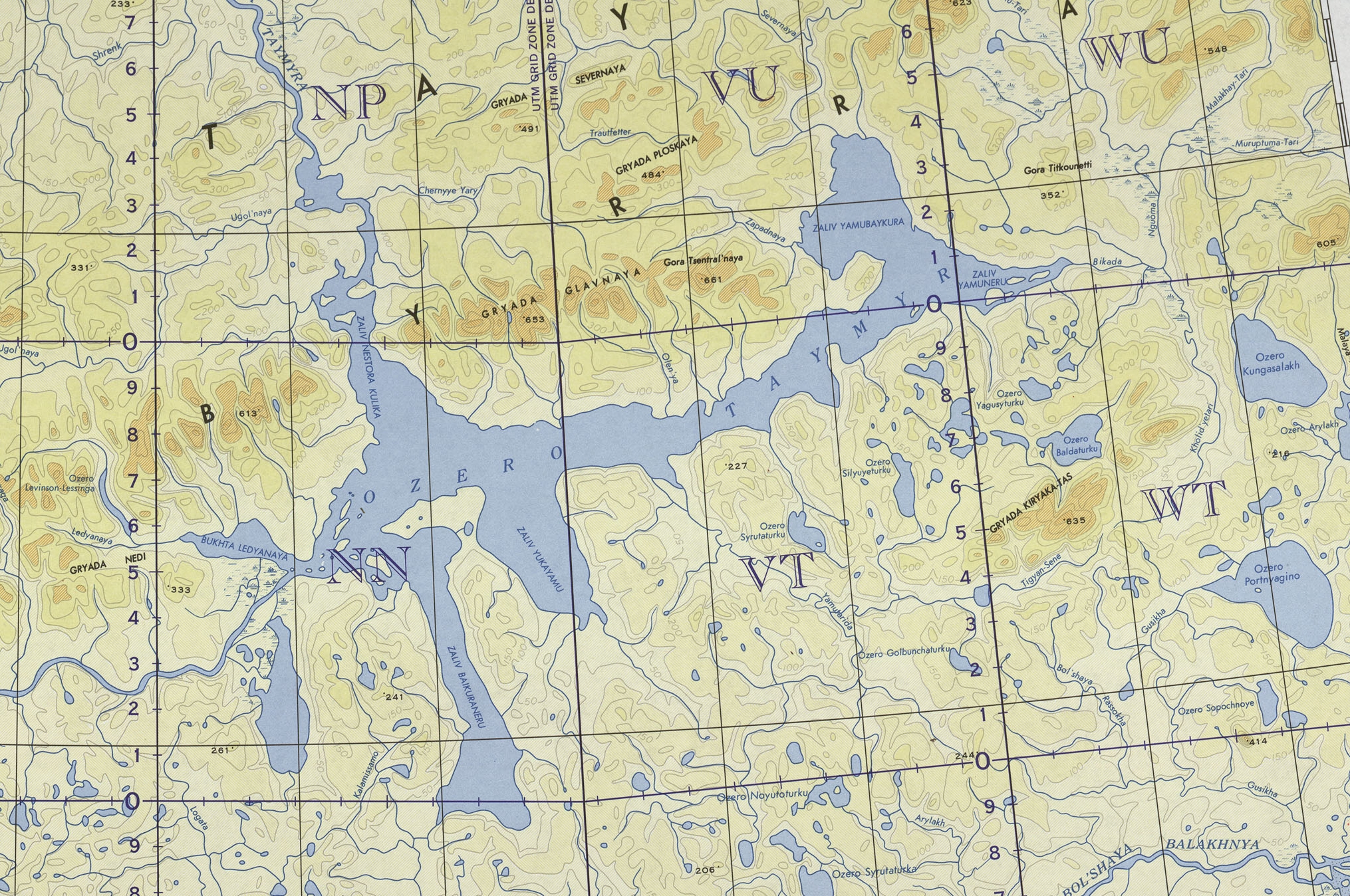
Taimyrsee mit Byrrangagebirge und Taimyra (US-Militär; 1964)